# 全育卫矛
全育卫矛（学名：Euonymus fertilis）是卫矛科卫矛属的植物，是中国的特有植物。分布在中国大陆的四川等地，生长于海拔800米至1,800米的地区，多生长在山坡较阴湿的沟边或灌丛中，目前尚未由人工引种栽培。

## 异名
- Euonymus fertilis (Loes.) C. Y. Cheng ex C. Y. Chang var. euryanthus (Hand.-Mazz.) C. Y. Chang